# Specialized Bicycle Components
Specialized Bicycle Components est un constructeur de vélos et d'équipement cycle, basé à Morgan Hill, en Californie.

## Historique
Specialized a été fondé en 1974 par Mike Sinyard, un passionné de cyclisme qui a entrepris de faire le tour d'Europe à vélo, et à la suite duquel il a commencé par importer des composants italiens (Campagnolo, Cinelli) qui étaient difficilement trouvables aux États-Unis.
L'entreprise commence à produire ses propres composants en 1976, avec la mise sur le marché d'un pneu destiné au vélo de tourisme. Les premiers vélos de la marque arrivent au catalogue en 1979 : le vélo de course Allez et le vélo de tourisme Sequoia.
En 1981, le constructeur marque un changement dans le monde du cyclisme en lançant le premier VTT destiné au grand public : le Stumpjumper.
Ce modèle est une forme hybride entre les vélos de tourisme robustes que Mike Sinyard a utilisé pour son tour d'Europe, et les vélos de routes de l'époque.
Produit à 500 unités la première année, il s'écoule très rapidement, incitant l'entreprise à anticiper le millésime suivant.
Ce vélo équipé de pneus imposants et de 15 vitesses est si marquant qu'un modèle original est présent dans un musée du Smithsonian Institute.
Devant cette croissance rapide, la marque quitte ses locaux situés dans un entrepôt à San José en 1982 pour un espace bien plus grand à Morgan Hill, toujours dans la banlieue de San Francisco. Ce nouveau pied à terre entouré de vastes espaces propices à la pratique du vélo est idéal pour l'entreprise.
Specialized continue sa progression en créant la première équipe de VTT professionnelle : la Team Stumpjumper en 1983. L'initiative est couronnée de succès, l'équipe gagnant plusieurs compétitions aux couleurs de la marque, et éprouvant les produits par la même occasion en vue d'une possible future commercialisation.
Depuis, l'entreprise n'a cessé de jouer cette carte : des produits technologiquement avancés, testés et éprouvés par des cyclistes professionnels au plus haut niveau de compétition international.
La contribution de Mike Sinyard à la pratique du VTT est soulignée en 1988, avec son entrée dans le Mountain Bike Hall of Fame. Cette année est également importante pour Specialized, qui sort le tout premier VTT en fibre de carbone, le Stumpjumper Epic, composé de 8 tubes de fibre de carbone collés entre eux.
La selle ergonomique Body Geometry fait son apparition et est la toute première selle dont la conception a été spécialement étudiée pour la morphologie masculine. Elle fait suite aux études du Docteur Irwin Goldstein sur la corrélation entre la pratique du cyclisme et l'augmentation du risque d'infertilité masculine, et permet de limiter ce risque en supprimant la pression sur la zone du périnée lorsque le cycliste est assis.
En collaboration avec l'entreprise Duralcan spécialisée dans la conception d'alliages d'aluminium, Specialized sort le tout premier modèle de jante de vélo conçue en Metal Matrix (Composite à matrice métallique), et produite à 5000 exemplaires.
Cette réalisation complexe a nécessité l'implication de nombreux intervenants sur les différents aspects de la production, et a été soulignée par des concurrents comme Huffy qui a avoué avoir travaillé sur l'utilisation de composite à matrice métallique, mais qui a abandonné les recherches faute de parvenir à mettre au point un processus de production à grande échelle.
Le début des années 1990 marque un renouveau dans le monde du cyclisme, avec l'arrivée de concurrents proposant leurs propres gammes de vélos, alors que le marché ne suit pas ce rythme d'expansion. À cela s'ajoutent des problèmes de gestion et de production qui mettent la marque en difficulté. Alors que beaucoup de concurrents complètent leurs gammes par des modèles low cost vendus en grandes surfaces, Specialized ne se décide à exploiter ce potentiel qu'en 1995, en lançant une sous-marque spécialisée pour l'entrée de gamme et appelée Full Force.
Cette annonce a été mal perçue par les revendeurs fidèles à la marque, qui ont perçu cette démarche comme une erreur stratégique.
En 1996, Specialized revient sur sa décision et stoppe le concept Full Force[source secondaire souhaitée]. Mike Sinyard écrit à cette occasion une lettre formelle d'excuse à tous les revendeurs de la marque.
En juin 2001, Merida, le second plus grand fabricant de cycles au monde, prend part au capital de Specialized. Le pourcentage exact de la participation n'a jamais été révélé.
En juin 2020, Specialized compte 1 600 salariés et son bénéfice est de près d'un milliard de dollars.

## Technologies
Au fil des années, le service de  recherche et développement de la marque a développé et sélectionné de nombreuses technologies, qui sont aujourd'hui brevetées et utilisées dans leurs produits.

### Matériaux
Le niveau de technicité des matériaux employés a évolué au fil des années, de l'utilisation des premiers alliages à base d'aluminium, jusqu'aux composites complexes que l'on trouve actuellement.
Specialized n'a jamais eu recours aux alliages d'aluminium génériques pour la constitution de ses cadres. À la place, la marque a opté pour des alliages conçus en interne.
Le premier alliage mythique de la marque est le M2, un MMC (Composite à matrice métallique) introduit sur le Stumpjumper en 1991, après avoir été expérimenté sur les jantes de la marque en  1989.
Aujourd'hui, seuls les alliages M4 et M5 sont encore utilisés en VTT pour produire certains modèles de cadres entrée / milieu de gamme.
Specialized a conçu de nombreux autres alliages, dont le E5, en association avec la marque Colombus, spécialisée dans les alliages de haute qualité pour le cycle. Le E5 offre une limite élastique très élevée pour un alliage d'aluminium, ce qui lui procure une très bonne résistance à la fatigue. Il est donc employé dans les cadres de route très légers et les jantes.
L'entreprise a également développé des matériaux composites à base de fibre de carbone, utilisés sous la dénomination commerciale FACT (Functional Advanced Carbon Technology), qui incluent certes le matériau lui-même, mais également tout le processus de conception et de fabrication.
Ceci dans le but de fournir des caractéristiques optimales pour répondre aux différentes sollicitations : souplesse sur les bases pour le confort et la motricité, rigidité au niveau du boîtier de pédalier pour un meilleur transfert de puissance, etc.
Le FACT est aujourd'hui décliné sur de très nombreux produits : cadres, mais également fourches, roues, casques, ou encore les semelles des chaussures haut de gamme de la marque.

La marque produit ses propres modèles de roues en route ou en VTT sous la gamme Roval'.

### Géométrie FSR
Le FSR est une géométrie de cadre suspendu qui a fait son apparition en 1994 sur le Stumpjumper FSR.
Contrairement à la majorité des cadres suspendus de l'époque qui utilisent un Monopivot, Specialized innove en proposant un cadre à point de pivot virtuel, c'est-à-dire que l'axe de la roue arrière ne forme pas un arc de cercle lors de la compression de l'amortisseur.

Géométrie FSR
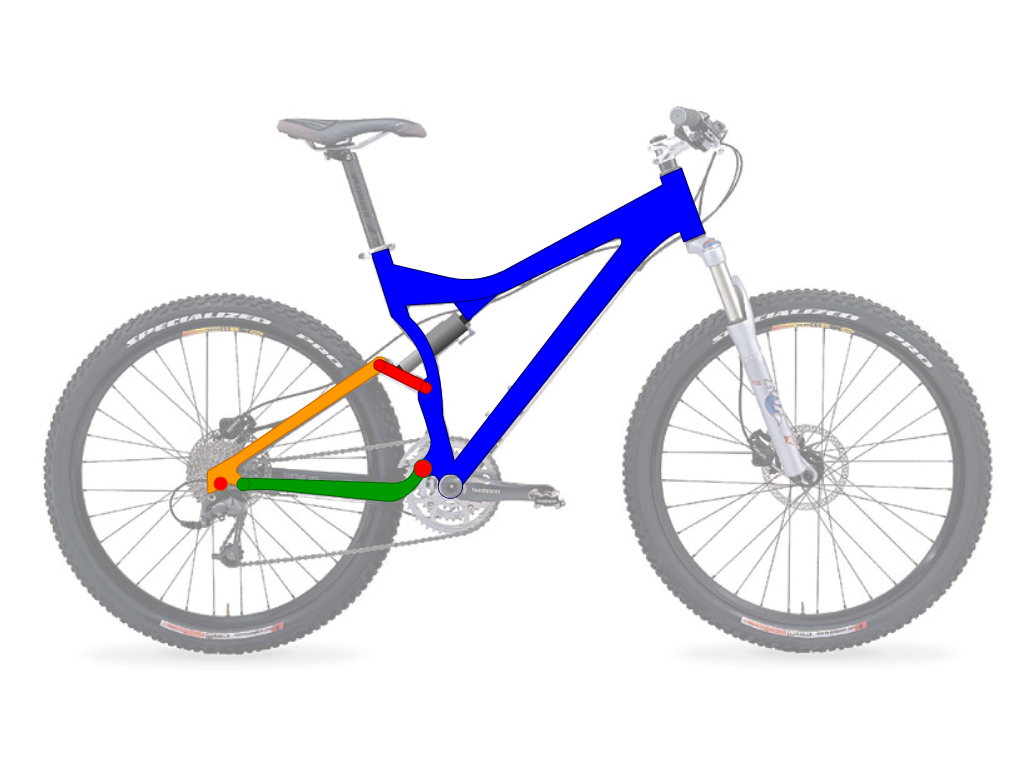
Stumpjumper FSR (2004)
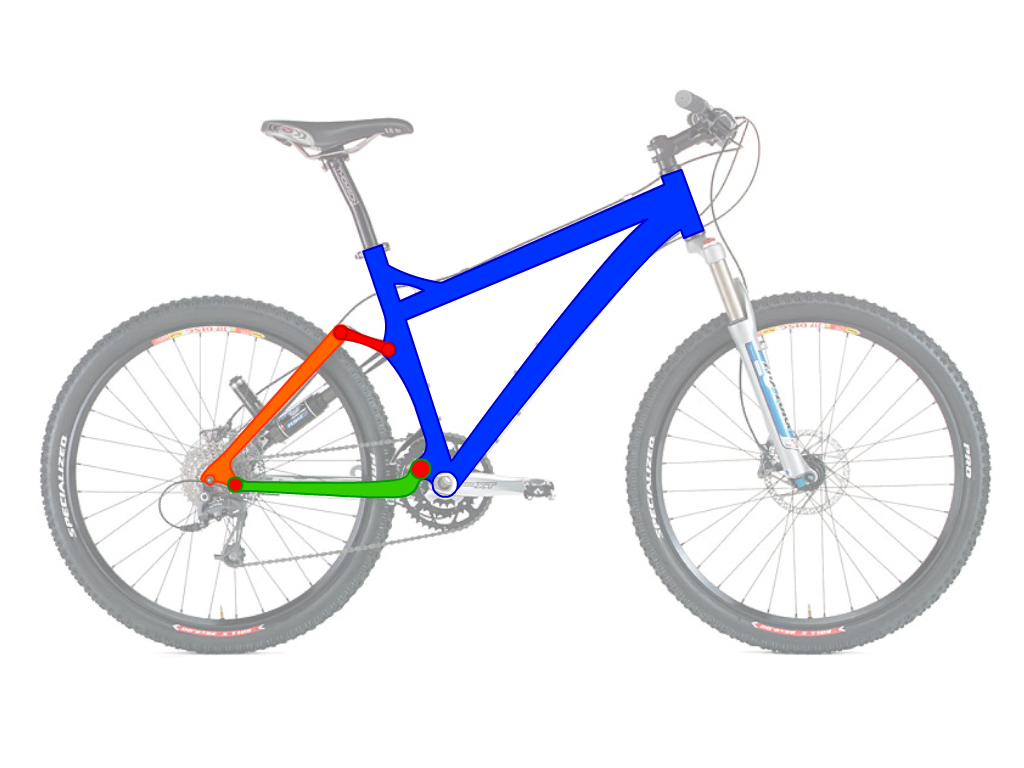
Epic (2007)
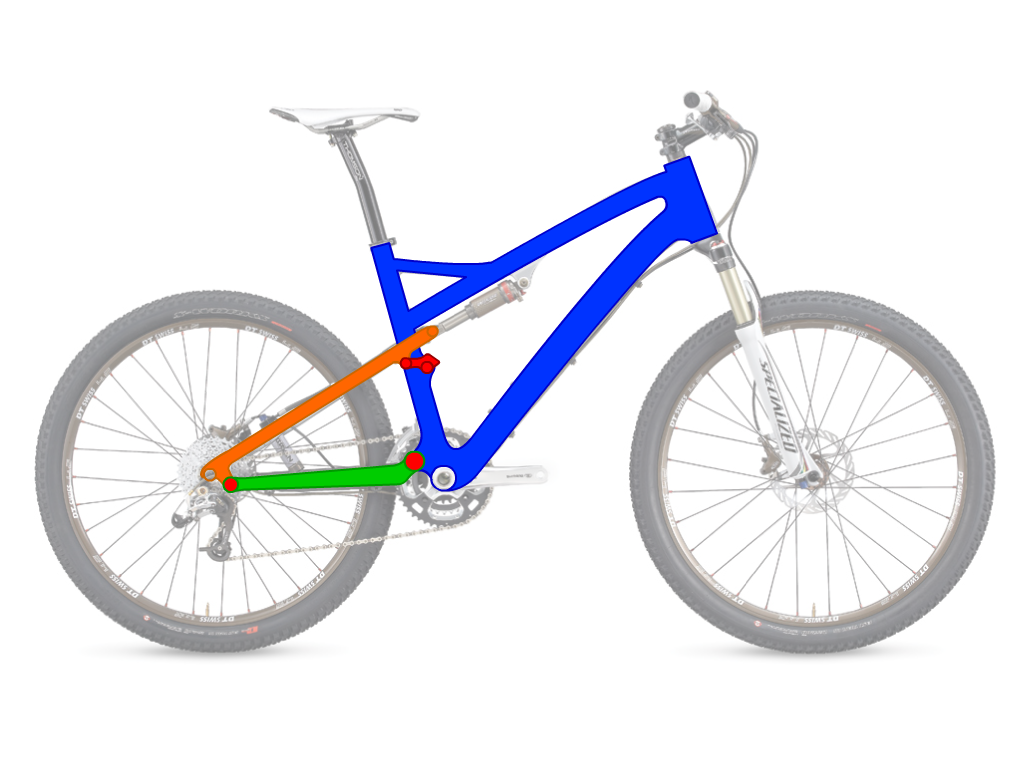
Epic (2009)

Le point de pivot virtuel permet de limiter l'effet du pédalage du pilote et du freinage sur la compression de la suspension, permettant un fonctionnement optimal sur la véritable valeur ajoutée de la suspension : l'absorption des chocs, et le gain en motricité.

### Brain
Introduit sur le marché en 2003 sur le modèle Epic, le Brain (cerveau en français) est une valve d'inertie adaptée sur un amortisseur de cadre tout suspendu. Elle permet de gérer le fonctionnement de la suspension en bloquant l'amortisseur sur les sections roulantes, et en le débloquant automatiquement au moindre choc en provenance du terrain.

### Conception TSI
Le TSI (Total Suspension Integration) est une technique de conception mise au point par Specialized, et employée dans de plus en plus de vélos de la marque. Spécifique à l'usage du VTT, elle part du constat qu'il est impossible d'obtenir un vélo au comportement optimal en se basant sur des composants dont la conception est séparée.
Contrairement à la quasi-totalité des marques de VTT qui utilisent les amortisseurs et fourches de constructeurs tiers comme Fox Racing Shox ou Rock Shox, Specialized a décidé de développer ses propres composants en même temps que le cadre.
Ces recherches ont abouti à la production des amortisseurs AFR et des fourches FutureShock, dont les modèles sont spécifiques aux vélos qu'ils accompagnent : Enduro SL, Stumpjumper FSR, et Epic.

### Fourche FutureShock
Parallèlement au développement de l'amortisseur AFR, Specialized s'est également focalisé sur le développement de fourches conjointement avec le cadre.
Elles disposent donc selon les modèles et les usages de fonctionnalités spécifiques, comme la valve spike qui permet d'offrir une courbe de compression variable en fonction de l'intensité des chocs, ou la valve d'inertie qui module le fonctionnement de la fourche en fonction du terrain, indépendamment des mouvements de pédalage du pilote.
La FutureShock est apparue en 2007 sur le modèle Enduro SL sous le nom FutureShock E150, offrant 150 mm de débattement.
Elle est suivie en 2008 par la FutureShock S120, destinée à équiper le Stumpjumper FSR avec 120 mm de débattement.
Enfin, la FutureShock E100 de 100mm de débattement fait son apparition en 2009 pour équiper l'Epic à l'occasion de son renouvellement.
En 2010, la FutureShock S120 est remplacée par la FutureShock S140TA qui offre un débattement de 140 mm plus en adéquation avec la nouvelle géométrie du cadre. Même constat pour la FutureShock E160 qui vient à la place de la FutureShock E150.

## Produits
Aujourd'hui, le constructeur produit une grande variété de vêtements destinés au cyclisme, incluant casques, chaussures et gants, à rajouter à la liste de plus de 25 séries de vélos.
La gamme de vélo s'échelonne des modèles abordables comme le Rockhopper jusqu'aux S-Works pour la route et le VTT ou le Demo pour le Freeride.

### Vélo de route
Plusieurs coureurs ont utilisé des vélos Specialized ces dernières années pour les courses nord-américaines et européennes. Actuellement[Quand ?], les équipes cyclistes Red Bull-Bora-Hansgrohe, Soudal Quick-Step, SD Worx-Protime  , AG Insurance - Soudal  roulent sur le Tarmac et le Venge (des vélos de courses entièrement en carbone, le Tarmac étant plutôt conçu pour la montagne, et le Venge, plus rigide, pour les rouleurs et les sprinteurs). Le modèle pour les grimpeurs est le modèle Aethos. En 2023 Specialized officialise le Tarmac SL8, il est 16,6 secondes plus rapide que le SL7 sur une distance de 40 km grâce à une très gros travail sur l'aérodynamique. En 2025, Specialized fournit en cycles l'équipe cycliste féminine FDJ-Suez.

### VTT
Specialized a bien évolué dans le secteur du VTT depuis la première production en masse de VTT au début des années 1980.
En effet Specialized produit aujourd'hui des modèles pour un grand nombre de pratiques, du X-country de compétition à la descente, en passant par des modèles plus abordables destinés à la randonnée.

### Cyclo-cross et gravel
- Crux (cyclo-cross)
- Diverge (gravel)